# Christiana Büsching
Christiana Büsching, née Polyxena Christiane Auguste Dilthey (née le 11 décembre 1728 à Kothen, morte le 22 avril 1777 à Berlin) est une poétesse allemande.

## Biographie
Polyxena Christiane Auguste Dilthey est la fille du maître équestre Joh. Heinr. Dilthey et de son épouse Agnes Kath. Weidemann. Le théologien Leopold Friedrich August Dilthey est son frère, le prédicateur et poète Isaac Daniel Dilthey est son neveu.
Elle est une femme d'esprit et de culture, joue du piano et parle bien le français. Dès l'enfance, elle rencontre le milieu de la noblesse. Ses parents font partie de l'entourage de la princesse Charlotte Fried. von Nassau-Siegen qui a épousé le comte régnant de la maison de Schaumbourg-Lippe (de). Il la fait venir à Stadthagen, où elle donne naissance à trois filles.
Elle publie plusieurs ouvrages. Grâce au soutien de Franz Dominikus Häberlin (de), elle reçoit la couronne de poète (de) de l'université d'Helmstedt. Elle est membre honoraire de sociétés qui refusent les femmes comme membre. Elle rencontre le géographe et théologien Anton Friedrich Büsching, un ami de son frère, avec qui elle se fiance en 1750.
Il fait publier les poèmes de Christiane en 1752. Le 21 mars 1755, ils se marient à Göttingen ; après le mariage, elle cesse de publier. En 1766, ils s'installent à Berlin. Le couple a sept enfants dont Johann Stephan Gottfried Büsching qui deviendra bourgmestre-gouverneur de Berlin.
Christiana Büsching souffre d'une maladie chronique. Afin de réaliser son désir de promenades, son époux achète une maison avec jardin. Lors de sa mort, elle est enterrée dans ce jardin. Anton Friedrich Büsching écrit une biographie de sa femme qu'il publie deux ans après son décès. Il se marie de nouveau en décembre 1777 et aura six autres enfants avec sa nouvelle épouse.

## Œuvre
- Proben poetischer Uebungen eines Frauenzimmers. Korte, Altona 1751
- Der Jungfer Polyxenen Christianen Augusten Dilthey, Kaiserl. gekrönten Poetin, und Ehrenmitglieds der Königl. deutschen Geselschaft in Göttingen, Uebungen in der Dichtkunst. Carl Christian Kümmel, Halle 1752. (Numérisation)